# Xiajiang

Lage von Xiajiang (rot) im Verwaltungsgebiet von Ji’an (gelb) in Jiangxi

Der Kreis Xiajiang (chinesisch 峡江县, Pinyin Xiájiāng Xiàn) ist ein Kreis, der zum Verwaltungsgebiet der bezirksfreien Stadt Ji’an im Zentrum der chinesischen Provinz Jiangxi gehört. Er hat eine Fläche von 1.298 km² und zählt 184.483 Einwohner (Stand: Zensus 2010). Sein Hauptort ist die Großgemeinde Shuibian (水边镇).

## Administrative Gliederung
Auf Gemeindeebene setzt sich der Kreis aus sechs Großgemeinden und vier Gemeinden zusammen. 